# Díode rectificador 1N400x

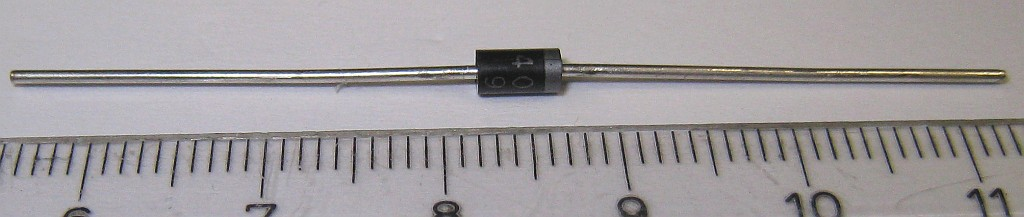
Díode 1N4001 en paquet axial DO-41 (muntatge per forat)

La sèrie 1N400x (o 1N4001 o 1N4000) és una família de díodes rectificadors de silici de propòsit general d'un ampere que s'utilitzen habitualment en adaptadors de CA per a electrodomèstics comuns. La seva tensió de bloqueig varia de 50 volts (1N4001) a 1000 volts (1N4007). Aquesta sèrie de números de dispositiu JEDEC està disponible al paquet axial DO-41. Els díodes amb classificacions similars estan disponibles en paquets de muntatge superficial SMA i MELF (en altres sèries de números de peça).

Un símbol esquemàtic per als díodes rectificadors de silici d'ús general

La sèrie 1N540x (o 1N5400) és una família de díodes similarment popular amb una classificació de 3 Amperes. Aquests díodes utilitzen el paquet axial DO-201AD més gran per dissipar millor la calor.

## Història

Característiques de corrent-tensió d'un 1N4001 a diferents temperatures

La sèrie 1N400x va ser introduïda originalment per la Divisió de Productes de Semiconductors de Motorola i registrada a JEDEC el 1963 com a rectificadors de potència de silici utilitzats principalment per a aplicacions militars i industrials. Va aparèixer al Motorola Semiconductor Data Manual l'any 1965, com a substituts de l'1N2609 a l'1N2617. La sèrie 1N540x es va anunciar a Electrical Design News el 1968.

## Visió general
Aquests dispositius s'utilitzen àmpliament i es recomana per a l'ús general de rectificadors de freqüència elèctrica. S'utilitzen habitualment com a rectificadors en adaptadors de CA d'aparells elèctrics per convertir CA en CC, i també s'utilitzen en altres tipus de convertidors de potència, o com a díodes de roda lliure per protegir els circuits de càrregues inductives.
Aquests són díodes rectificadors de velocitat bastant baixa, sent ineficients per a ones quadrades de més de 15 kHz. No estan dissenyats per canviar aplicacions; Les fitxes de dades sovint no especifiquen cap informació sobre les seves característiques d'encesa i apagada.
En comparació amb els díodes de senyal, els díodes rectificadors generalment tenen classificacions de corrent més altes, poden tenir classificacions de tensió inversa molt més altes, però tenen un corrent de fuga més alt i una capacitat d'unió més gran.
La taula següent enumera els números de peça de les famílies de díodes rectificadors de silici 1N400x, 1N540x i altres populars d'ús general.
Números de referència del díode:
| Voltatge | Encapsulat axial de forat passant | Encapsulat axial de forat passant | Encapsulat axial de forat passant | Encapsulat axial de forat passant | Encapsulat axial de forat passant | Encapsulat de muntatge en superfície | Encapsulat de muntatge en superfície | Encapsulat de muntatge en superfície | Encapsulat de muntatge en superfície | Encapsulat de muntatge en superfície | Encapsulat de muntatge en superfície | Encapsulat de muntatge en superfície |
| Voltatge | 1 A DO-41                         | 1,5 A DO-15                       | 3 A DO-201AD                      | 6 A R-6)                          | 10 A R-6                          | 1 A ELF                              | 3 A MELF                             | 1 A SMA                              | 1 A SMA                              | 2 A SMB                              | 3 A SMC                              | 5 A SMC                              |
| -------- | --------------------------------- | --------------------------------- | --------------------------------- | --------------------------------- | --------------------------------- | ------------------------------------ | ------------------------------------ | ------------------------------------ | ------------------------------------ | ------------------------------------ | ------------------------------------ | ------------------------------------ |
| 50 V     | 1N4001                            | 1N5391                            | 1N5400                            | 6A05                              | 10A05                             | SM4001                               | SM5400                               | M1                                   | S1A                                  | S2A                                  | S3A                                  | S5A                                  |
| 100 V    | 1N4002                            | 1N5392                            | 1N5401                            | 6A1                               | 10A1                              | SM4002                               | SM5401                               | M2                                   | S1B                                  | S2B                                  | S3B                                  | S5B                                  |
| 200 V    | 1N4003                            | 1N5393                            | 1N5402                            | 6A2                               | 10A2                              | SM4003                               | SM5402                               | M3                                   | S1D                                  | S2D                                  | S3D                                  | S5D                                  |
| 400 V    | 1N4004                            | 1N5395                            | 1N5404                            | 6A4                               | 10A4                              | SM4004                               | SM5404                               | M4                                   | S1G                                  | S2G                                  | S3G                                  | S5G                                  |
| 600 V    | 1N4005                            | 1N5397                            | 1N5406                            | 6A6                               | 10A6                              | SM4005                               | SM5406                               | M5                                   | S1J                                  | S2J                                  | S3J                                  | S5J                                  |
| 800 V    | 1N4006                            | 1N5398                            | 1N5407                            | 6A8                               | 10A8                              | SM4006                               | SM5407                               | M6                                   | S1K                                  | S2K                                  | S3K                                  | S5K                                  |
| 1000 V   | 1N4007                            | 1N5399                            | 1N5408                            | 6A10                              | 10A10                             | SM4007                               | SM5408                               | M7                                   | S1M                                  | S2M                                  | S3M                                  | S5M                                  |